# Saulxures-lès-Vannes
Pour les articles homonymes, voir Saulxures et Vannes (homonymie).
Saulxures-lès-Vannes est une commune française située dans le département de Meurthe-et-Moselle en région Grand Est.

## Géographie

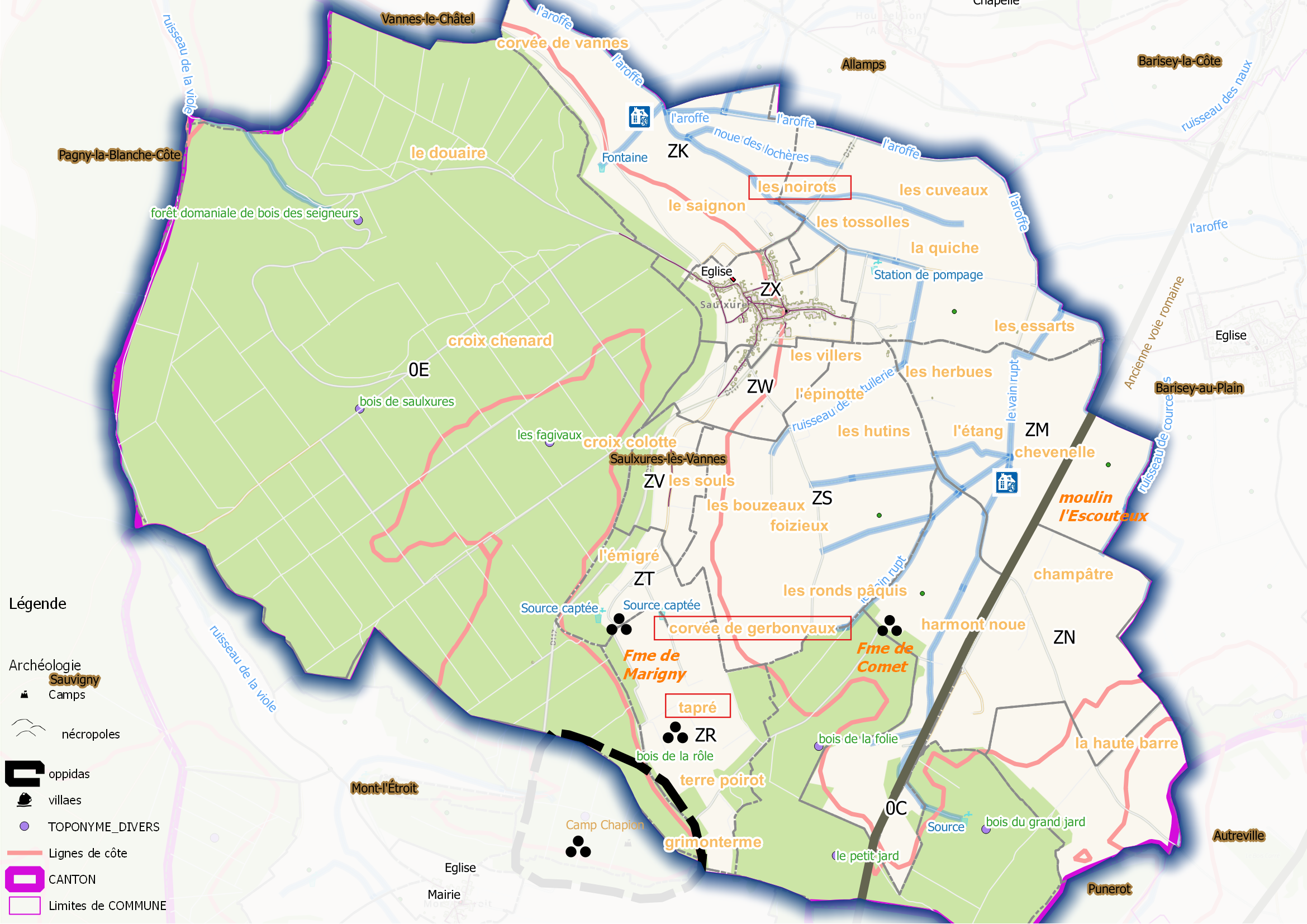
Fig 1 - Saulxures-lès-Vannes (ban communal)

D’après les données Corine land Cover, le ban communal de 1 831 hectares comprend en 2011, plus de  55 % de forêts et végétation arbustive, près de 23 % de prairies, 19 % de surfaces agricoles diverses et 3 % de zones urbanisées.
Outre le ruisseau de l'Aroffe (3,439 km) qui fait frontière avec la commune voisine au nord, le territoire communal est arrosé de nombreux cours d'eau :
| Dénomination                   | Longueur |  |
| ------------------------------ | -------- |  |
| Ruisseau de l'Etang de Allamps | 0,01 km  |  |
| Fosse de la Craniere           | 0,469 km |  |
| Fosse de la Terre Poirot       | 1,51 km  |  |
| Ruisseau de Courcelles         | 0,709 km |  |
| Ruisseau de la Viole           | 0,575 km |  |
| Ruisseau de l'Etang Thiebeutin | 3,518 km |  |
| Ruisseau des Haouis            | 0,998 km |  |
| Ruisseau des Naux              | 0,015 km |  |
| Ruisseau des Noirots           | 2,746 km |  |
| Ruisseau des Terres            | 0,006 km |  |

| Pagny-la-Blanche-Côte Meuse | Vannes-le-Châtel     | Allamps           |
| Sauvigny Meuse              | Saulxures-lès-Vannes | Barisey-au-Plain  |
| Mont-l'Étroit               | Punerot Vosges       | Autreville Vosges |

### Hydrographie
La commune est dans le bassin versant de la Meuse au sein du bassin Rhin-Meuse. Elle est drainée par la Fosse de la Craniere, la Fosse de la Terre Poirot, le ruisseau de Courcelles, le ruisseau de la Viole, le ruisseau de l'Étang Thiebeutin, le ruisseau des Haouis, le ruisseau des Noirots et le ruisseau l'Aroffe,.

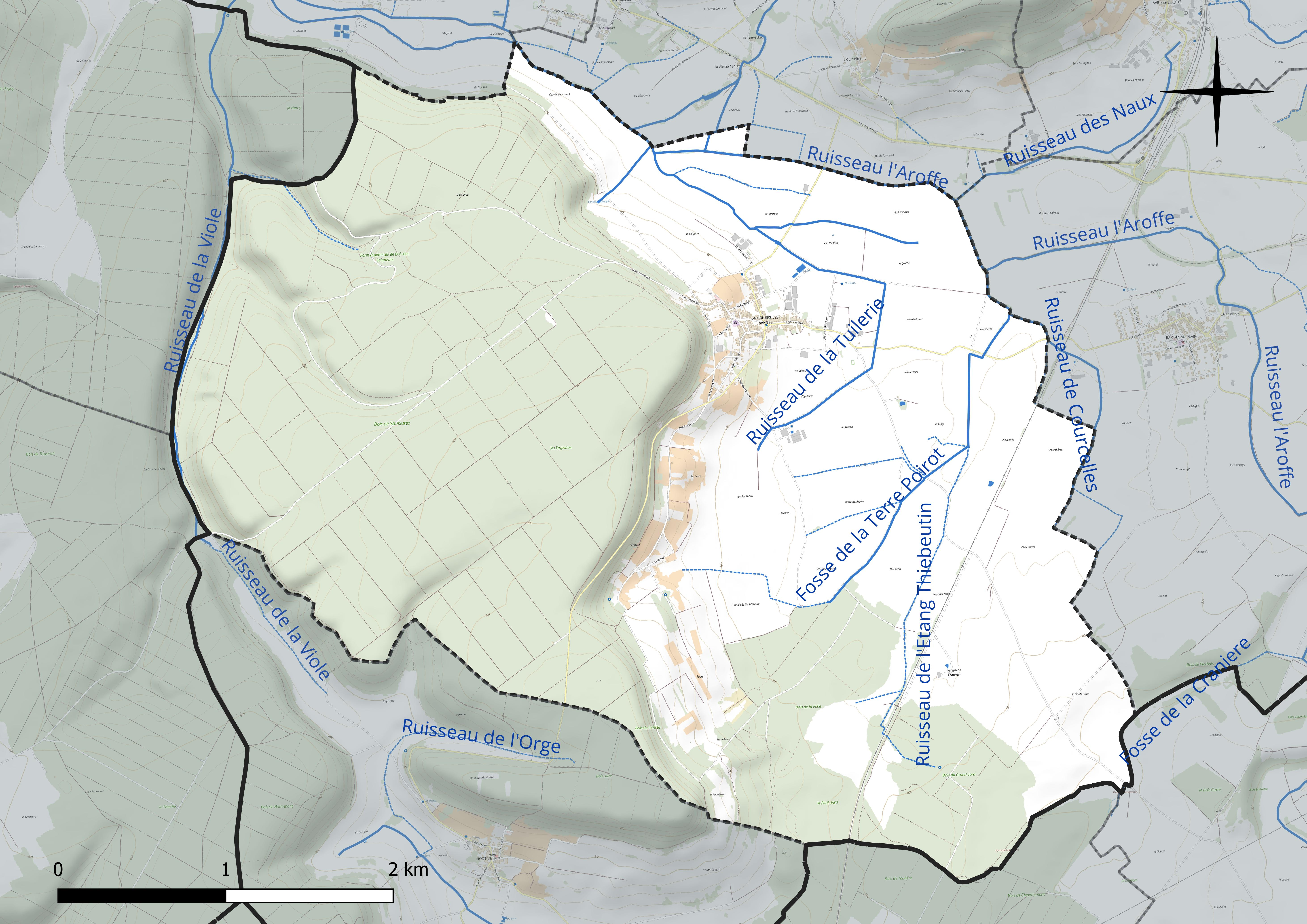
Réseau hydrographique de Saulxures-lès-Vannes.

### Climat
Pour des articles plus généraux, voir Climat du Grand Est et Climat de Meurthe-et-Moselle.
En 2010, le climat de la commune est de type climat des marges montargnardes, selon une étude du Centre national de la recherche scientifique s'appuyant sur une série de données couvrant la période 1971-2000. En 2020, Météo-France publie une typologie des climats de la France métropolitaine dans laquelle la commune est exposée à un climat océanique altéré et est dans la région climatique  Lorraine, plateau de Langres, Morvan, caractérisée par un hiver rude (1,5 °C), des vents modérés et des brouillards fréquents en automne et hiver. 
Pour la période 1971-2000, la température annuelle moyenne est de 9,7 °C, avec une amplitude thermique annuelle de 16,7 °C. Le cumul annuel moyen de précipitations est de 928 mm, avec 12,9 jours de précipitations en janvier et 9,2 jours en juillet. Pour la période 1991-2020, la température moyenne annuelle observée sur la station météorologique de Météo-France la plus proche, « Nancy-Ochey », sur la commune d'Ochey à 12 km à vol d'oiseau, est de 10,5 °C et le cumul annuel moyen de précipitations est de 810,4 mm. 
La température maximale relevée sur cette station est de 39,6 °C, atteinte le 25 juillet 2019 ; la température minimale est de −19,1 °C, atteinte le 12 janvier 1987,,. 
Les paramètres climatiques de la commune ont été estimés pour le milieu du siècle (2041-2070) selon différents scénarios d'émission de gaz à effet de serre à partir des nouvelles projections climatiques de référence DRIAS-2020. Ils sont consultables sur un site dédié publié par Météo-France en novembre 2022.

## Urbanisme

### Typologie
Au 1er janvier 2024, Saulxures-lès-Vannes est catégorisée commune rurale à habitat dispersé, selon la nouvelle grille communale de densité à sept niveaux définie par l'Insee en 2022.
Elle est située hors unité urbaine et hors attraction des villes,.

### Occupation des sols
L'occupation des sols de la commune, telle qu'elle ressort de la base de données européenne d’occupation biophysique des sols Corine Land Cover (CLC), est marquée par l'importance des forêts et milieux semi-naturels (55,2 % en 2018), une proportion sensiblement équivalente à celle de 1990 (56 %). La répartition détaillée en 2018 est la suivante : 
forêts (37,9 %), prairies (22,9 %), terres arables (17,7 %), milieux à végétation arbustive et/ou herbacée (17,3 %), zones urbanisées (2,7 %), cultures permanentes (1,5 %). L'évolution de l’occupation des sols de la commune et de ses infrastructures peut être observée sur les différentes représentations cartographiques du territoire : la carte de Cassini (XVIIIe siècle), la carte d'état-major (1820-1866) et les cartes ou photos aériennes de l'IGN pour la période actuelle (1950 à aujourd'hui).

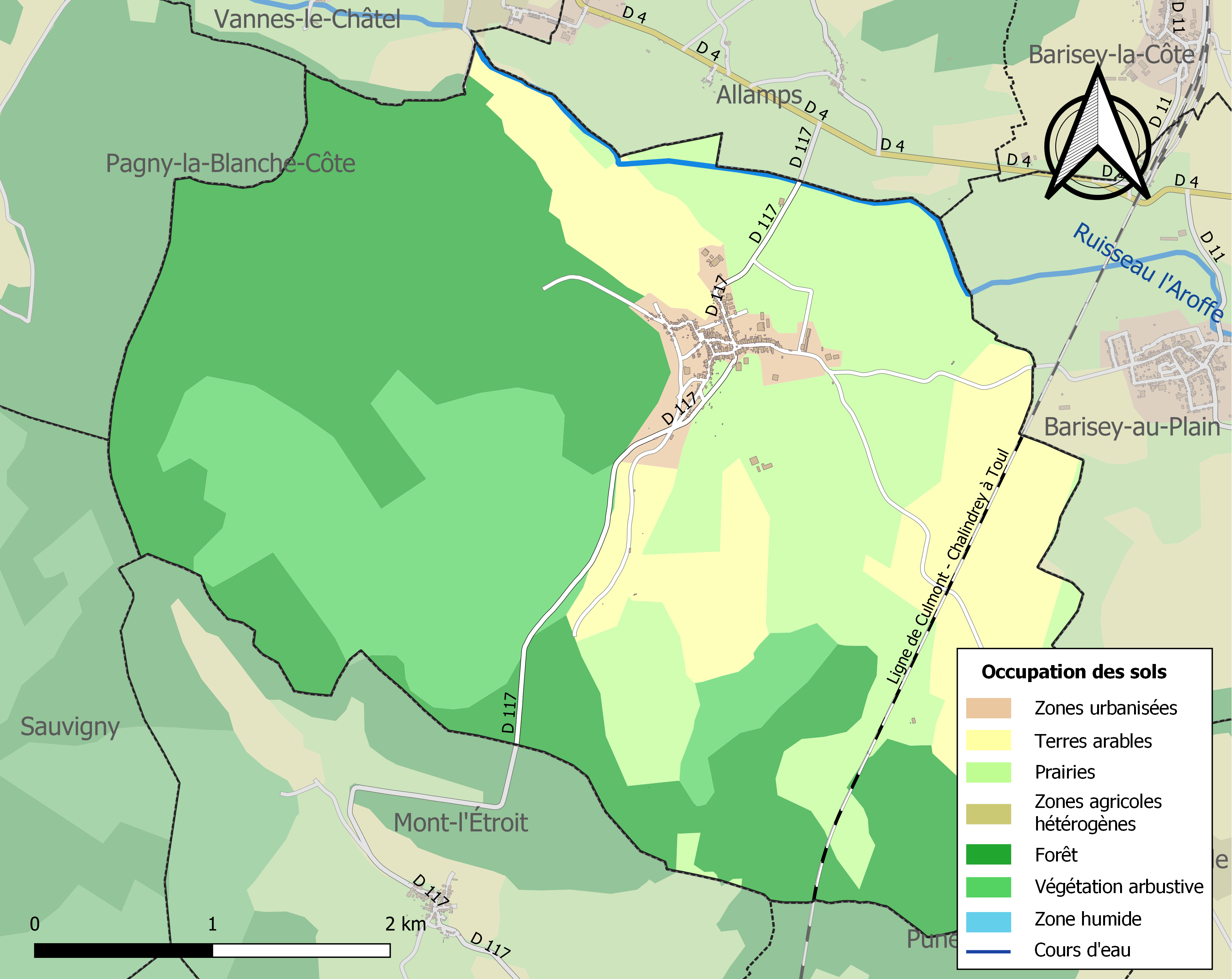
Carte des infrastructures et de l'occupation des sols de la commune en 2018 (CLC).

## Toponymie
Le nom de la localité est attesté sous les formes Salsuriæ (836) ; Tirricus de Sassures (XIIe siècle) ; Sauxures (1190) ; Saxuriæ (1218) ; Sauzuriæ (1402) ; Saulsseure-lez-Barizey (1578) ; Xauxures (1582) ; Saulxures-aux-Bois ou Saulxures-lès-Barisey (1707) dans le dictionnaire topographique de Meurthe. Sur la carte de Cassini: Sauxure les Vannes.

Issu de salsus ou de salsa, dérivé de sel. Le vieux haut germanique employait sulza pour désigner l'eau salée. Les sources et les mines de sel gemme ont donné les toponymes Saulxures, pluriel du latin salsura « salage, saumure » qui avait dû prendre le sens de « source salée, mine de sel gemme ».

La Lorraine est une région riche en sel, Saulxures-lès-Vannes rappelle les mines proches de sel gemme.
La préposition « lès » permet de signifier la proximité d'un lieu géographique par rapport à un autre lieu. En règle générale, il s'agit d'une localité qui tient à se situer par rapport à une ville voisine plus grande. La commune française de Saulxures indique qu'elle se situe près de Vannes-le-Châtel.

Vanne est un toponyme désignant un  « retranchement construit dans une rivière pour fermer le passage aux poissons ».
Lepage et B. Picart citent tous deux les microtoponymes :
- Le pouillé de 1768 mentionne la chapelle Saint-Claude-et-Saint-Nicolas, fondée le 12 novembre 1599, par Guillaume Guérin, clerc et maître de la commanderie de Gerbonvaux.
- Com(m)et (ou Comê / Comey).
- Mérigny.

Le passé avec l'hôpital de Gerbonvaux se lit dans le toponyme actuel de "Corvée de gerbonvaux" (Fig. 1 - ban communal).

## Histoire
Beaupré cite Dominique E. Olry dans son répertoire archéologique au sujet de cette commune :
«.D'après OIry, fragments de tuiles romaines en divers endroits. En 1848, squelettes avec débris d'armes, ensevelis sous énormes pierres.» 
Il signale également, sur le territoire de la commune voisine un site de type éperon-barré pouvant correspondre à un oppidum pré-celtique (lieu-dit côte Chapion)
indiquant ainsi la découverte d’artefacts pouvant témoigner d'un habitat avant et pendant l'occupation romaine et ultérieurement après la chute de l'Empire.
On note l'apparition du village dans les diplômes de Frothaire en 836(lepage), Charles le Chauve en 870 et de Conrad le Salique en 1033
B. Picart, dans son ouvrage de 1711, indique que les commanderies et hôpitaux de Gerbonval bénéficiaient de revenus de la terre de Saulxures. Il nomme aussi les seigneurs également rentiers :
«....les Sieurs Abbé de Lory, de Brovilliers, de Lignéville de Vannes, Baillivy de Marigny.... »
Plus récemment, H. Lepage et E. Grosse, s'accordent à citer deux fiefs (ou censes) sur le ban : Mérigny et Comey, le premier appelé aussi Château de Marigny, appartenait, vers la fin du XVIIIeme, à M. Baillivy de Mérigny, le second une simple ferme.Une archive du Recueil de documents sur l'histoire de Lorraine rapporte que la propriétaire du château  était Dame Marguerite Pasguey, veuve du seigneur de Bignepont, qui dut se défendre dans un procès intenté par l'hôpital de Gerbonval car elle fut considérée comme une usurpatrice de leur bien selon leur propos :
« Auparavant, de soixante et tant d'années, il n'y avait pas de château à Mérigny, il a pris envie à quelqu'un de se faire bâtir une maison de campagne à l'écart du village, qui est appelé château de Mérigny. Ce bastiment qui est dans le finage de Saulxures, dont on laboure les mêmes terres, comme on faisait précédemment, ne peut ester du droit des demandeurs de choisir le mieux valant. Quiconque habite dans cette maison, est bourgeois de Saulxures, non seigneur haut justicier ».
- Il parait évident que le versement de la dîme à une personne autre que l'Hôpital de Gerbonval, alors que ce droit leur avait été donné depuis 1323, comme l'écrit B Picart, motivait cette action.
Dans la monographie des instituteurs de 1888, le site de Comey (parfois Comé) est évoqué comme une ancienne forteresse entourée de fossés mais détruite il y aurait très longtemps, peut-être à la suite des nombreux passages de troupes et d'envahisseurs. Cependant, ce lieu-dit « Comet » aurait été reconstruit en 1593. Près de là sur la hauteur, il existait un lieu de justice.
Un ancien village aurait également existé près de Saulxures-les-Vannes : « Taperey » (toponyme actuel Tapré). Situé en direction de Mont-l'Etroit, on pouvait y retrouver en 1888, des murs de fondations, des pierres noircies par le feu.
Saulxures fut témoin et victime de la guerre de Trente Ans ce qui amena à un total de seulement 107 habitants en 1710 au moment de la parution du Pouillé ecclésiastique du père Benoit, mais près de 900 en 1836 lors du dénombrement figurant dans l'ouvrage de l'abbé Grosse.
L'activité s'en ressenti puisque les 25 janvier, 10 avril, 10 juillet et 15 novembre de chaque année, se déroulèrent les foires de Saulxures-lès-Vannes, à partir de 1835 et durant une cinquantaine d'années.

## Politique et administration
| Période                                  | Période                   | Identité                                   | Étiquette | Qualité                                            |
| ---------------------------------------- | ------------------------- | ------------------------------------------ | --------- | -------------------------------------------------- |
| Les données manquantes sont à compléter. |                           |                                            |           |                                                    |
| mars 1983                                | juin 1995                 | Jean-Claude Godfrin (1946-2005)            |           | Professeur de français au collège Valcourt de Toul |
| juin 1995                                | mars 2001                 | Anne-Marie Bracke                          |           |                                                    |
| mars 2001                                | 2014                      | Didier Schappler                           |           |                                                    |
| 2014                                     | En cours (au 26 mai 2020) | Pascal Kaci Réélu pour le mandat 2020-2026 |           |                                                    |

## Population et société

### Démographie
L'évolution du nombre d'habitants est connue à travers les recensements de la population effectués dans la commune depuis 1793. Pour les communes de moins de 10 000 habitants, une enquête de recensement portant sur toute la population est réalisée tous les cinq ans, les populations de référence des années intermédiaires étant quant à elles estimées par interpolation ou extrapolation. Pour la commune, le premier recensement exhaustif entrant dans le cadre du nouveau dispositif a été réalisé en 2004.

En 2022, la commune comptait 371 habitants, en évolution de −1,33 % par rapport à 2016 (Meurthe-et-Moselle : −0,13 %, France hors Mayotte : +2,11 %).
| 1793 | 1800 | 1806 | 1821 | 1831 | 1836 | 1841 | 1846 | 1851 |
| ---- | ---- | ---- | ---- | ---- | ---- | ---- | ---- | ---- |
| 635  | 685  | 682  | 771  | 817  | 922  | 908  | 866  | 885  |

| 1856 | 1861 | 1872 | 1876 | 1881 | 1886 | 1891 | 1896 | 1901 |
| ---- | ---- | ---- | ---- | ---- | ---- | ---- | ---- | ---- |
| 796  | 812  | 788  | 777  | 735  | 680  | 666  | 626  | 572  |

| 1906 | 1911 | 1921 | 1926 | 1931 | 1936 | 1946 | 1954 | 1962 |
| ---- | ---- | ---- | ---- | ---- | ---- | ---- | ---- | ---- |
| 576  | 542  | 442  | 408  | 416  | 384  | 378  | 387  | 388  |

| 1968 | 1975 | 1982 | 1990 | 1999 | 2004 | 2006 | 2009 | 2014 |
| ---- | ---- | ---- | ---- | ---- | ---- | ---- | ---- | ---- |
| 380  | 345  | 319  | 333  | 378  | 373  | 384  | 360  | 369  |

| 2019 | 2022 | - | - | - | - | - | - | - |
| ---- | ---- | - | - | - | - | - | - | - |
| 368  | 371  | - | - | - | - | - | - | - |

## Économie
H. Lepage est prolixe dans sa notice sur ce bourg d'une grande activité vers 1850 :
«Surf. territ. : 661 hect. en terres lab., 125 en prés, 51 en vignes, 896 en bois, 52 en chènevières, vergers, jardins, etc. L'hectare semé en blé peut rapporter 10 hectol., en avoine 15; planté en vignes 60. On n'y sème presque point d'orge ni de seigle. Chevaux, bêtes à cornes, mais principalement des truies qui sont d'un rapport considérable. Commerce de planches et bois, fer, fonte, etc. ; fabrique de machines à battre les céréales, de fromages façon de Brie ; entrepôt de plâtre et de tuiles..»
retraçant ainsi une activité non seulement agricole et viticole mais aussi artisanale, voire industrielle.
Benoit Picart, dans son ouvrage de 1711, mentionne deux moulins (De la Haye et de l'Escouteux) dont le revenu allait aux seigneurs du village, E Grosse y ajoute que la fabrication des horloges de bois n'y existe plus en 1836.

### Secteur primaire ouAgriculture
Le secteur primaire comprend, outre les exploitations agricoles et les élevages, les établissements liés à l’exploitation de la forêt et les pêcheurs.
D'après le recensement agricole 2010 du Ministère de l'agriculture (Agreste), la commune de Saulxures-lès-Vannes était majoritairement orientée sur la production de bovins  (auparavant production de bovins et de lait ) sur une surface agricole utilisée d'environ 1133 hectares (supérieure à la surface cultivable communale) en légère hausse depuis 1988 - Le cheptel en unité de gros bétail s'est réduit de 1405 à 1148 entre 1988 et 2010. Il n'y avait plus que 9 exploitations agricoles ayant leur siège dans la commune employant 13 unités de travail, (19 exploitations/32 unités de travail en 1988).

## Culture locale et patrimoine

### Lieux et monuments
- Existence d'un château aux XIIIe/XIVe siècles. On voit encore en dessous de l'église les fossés larges et profonds.
- Ruines du château de Mérigny XVIIe, détruit peu après la Révolution.
- Église Saint-Martin reconstruite XVIIIe.

### Personnalités liées à la commune
- Ferry II de Ludres achète, en décembre 1366, à Henri, sire de Bourmélont, la forteresse et la seigneurie ainsi que les dépendances.
- François-Xavier de Baillivy de Mérigny, lieutenant au régiment Royal-Lorrraine cavalerie en 1777, seigneur de Saulxures[21].

### Héraldique
| Blason de Saulxures-lès-Vannes | Blason  | Coupé de gueules au chevron d'or accompagné en chef de deux étoiles de même, et d'argent à l'épi d'or feuillé de sinople et à la branche de chêne de deux feuilles de même. Sur le tout d'or à la bande de gueules chargée de trois alérions d'argent. |
| Blason de Saulxures-lès-Vannes | Détails | Création Yves Maire, 1968. Corrigé par François Meyer. Adopté en juin 2015. |